# Salty
Salty (zapis stylizowany: SALTY) – szósty singel polskiej piosenkarki Sary James z jej debiutanckiego albumu studyjnego, zatytułowanego Playhouse. Singel został wydany 8 listopada 2024.
Kompozycja znalazła się na 17. miejscu listy OLiA, najczęściej odtwarzanych utworów w polskich rozgłośniach radiowych.

## Geneza utworu i historia wydania
Utwór napisali i skomponowali Sara Egwu-James, René Miller, Ali Zyckowski, Patrick Salmy i Ricardo Muñoz.
Singel został umieszczony na debiutanckim albumie studyjnym James – Playhouse.
10 listopada 2024 utwór został zaprezentowany telewidzom stacji TVN w programie Dzień dobry TVN. Następnie wykonała piosenkę podczas finału 13. edycji Top Model. W grudniu zaśpiewała singel na żywo w ramach cyklu „Scena ZET”. 31 grudnia wystąpiła z piosenką podczas Sylwestra z Dwójką organizowanego w Chorzowie i emitowanego na antenie stacji TVP2.

## „Salty” w stacjach radiowych
Nagranie było notowane na 17. miejscu w zestawieniu OLiA, najczęściej odtwarzanych utworów w polskich rozgłośniach radiowych.

## Teledysk
Do utworu powstał teledysk w reżyserii Jana Dybusa, który udostępniono w dniu premiery singla za pośrednictwem serwisu YouTube.

## Notowania

### Pozycja na liście airplay
| Kraj   | Lista (2024)                   | Najwyższa pozycja |
| ------ | ------------------------------ | ----------------- |
| Polska | OLiS – oficjalna lista airplay | 17                |